# Etha flavofaciata
Etha flavofaciata är en stekelart som beskrevs av Jonathan 2000. Etha flavofaciata ingår i släktet Etha och familjen brokparasitsteklar. Inga underarter finns listade i Catalogue of Life.